# Klepki
Klepki – wieś w Polsce, położona w województwie mazowieckim, w powiecie sokołowskim, w gminie Sabnie.
W skład sołectwa Suchodół wchodzą wsie Suchodół Włościański,  Suchodół Szlachecki i Klepki.
W latach 1975–1998 miejscowość administracyjnie należała do województwa siedleckiego.
Mieszkańcy wyznania rzymskokatolickiego należą do parafii św. Wojciecha w Skibniewie-Podawcach lub parafii Trójcy Przenajświętszej w Grodzisku.